# オロロン＝サント＝マリー
オロロン＝サント＝マリー（フランス語:Oloron-Sainte-Marie、バスク語:Oloroe-Donamaria、オック語:Auloron）は、フランス南西部のヌーヴェル＝アキテーヌ地域圏、ピレネー＝アトランティック県の郡庁所在地で、ベアルン地方の中心都市。

## 地理
ピレネー山麓に位置する。南のアスプ渓谷からアスプ川、東南のオソー渓谷からオソー川がオロロン＝サント＝マリーで合流し、オロロン川となる。

## 歴史
ローマ時代の文献にはノベンポプラニアのイルロ（Iluro）として記載されている。1080年にベアルン子爵サントゥル5世がオロロンを建設、これに対して13世紀にサント＝マリーが司教座都市となり、それぞれ別の都市として発展した。1858年5月18日にナポレオン3世によってこれら2つの町が合併され、今日のオロロン＝サント＝マリーとなっている。

## 文化

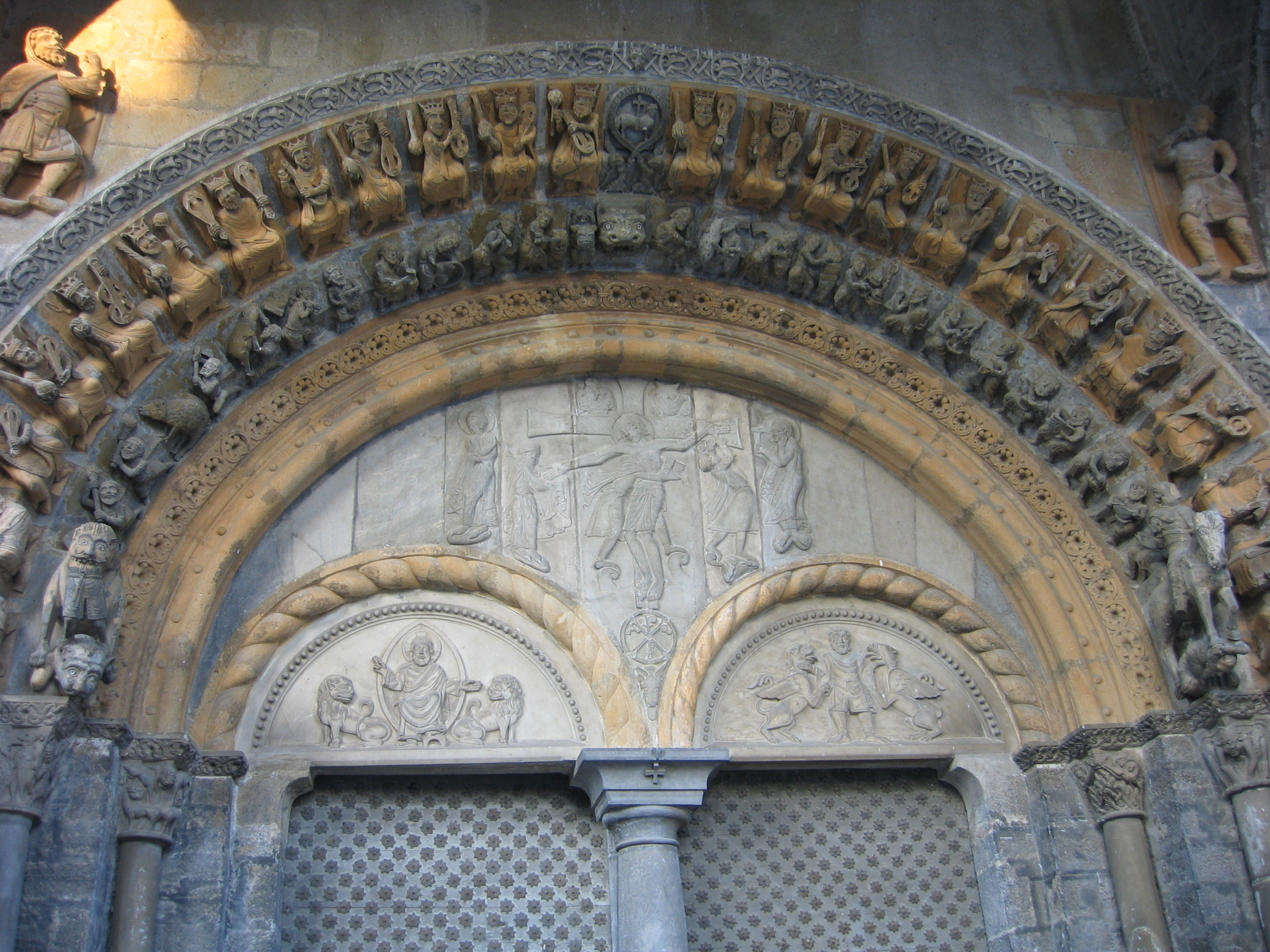
サント＝マリー大聖堂のロマネスク彫刻

かつてのサント＝マリーにサント＝マリー大聖堂、オロロンにサント＝クロワ教会、このほかにノートルダム教会もある。
サント＝マリー大聖堂（Cathédrale Sainte-Marie）
1102年、十字軍やレコンキスタに参加したベアルン子爵ガストン4世によって建設が始められた大聖堂。入り口にほどこされたロマネスク彫刻は、12世紀にピレネー山地で活動した2人の彫刻家によるものである。ユネスコの世界遺産「フランスのサンティアゴ・デ・コンポステーラの巡礼路」に登録されている。
サント＝クロワ教会（Église Sainte-Croix）
11世紀末に建設されたロマネスク建築の教会。

## おもな出身者
- ルイ・バルトゥ（Louis Barthou） - フランスの首相
- カミーユ・ロペス - ラグビー選手

## 姉妹都市
- ハカ、スペイン